# Ziua Z (film)
Ziua Z este un film românesc din 1985 regizat de Sergiu Nicolaescu. Rolurile principale au fost interpretate de actorii Gheorghe Cozorici, Mircea Albulescu, Silviu Stănculescu și Ștefan Iordache. Premiera a avut loc la 13 mai 1985.

## Prezentare
Ziua Z prezintă evenimentelor de la 23 august 1944 - România întoarce armele împotriva Germaniei naziste și trece de partea Aliaților.

## Distribuție
- Gheorghe Cozorici ca Albu
- Mircea Albulescu ca Marin Marin
- Silviu Stănculescu ca Enescu
- Ștefan Iordache ca Șeful
- Ion Besoiu ca Col. Nanu
- Sergiu Nicolaescu ca general Friessner
- Vistrian Roman ca Bănuță
- Ion Rițiu ca Ion Marin
- Ion Marinescu ca Moroșan
- Cornel Gîrbea ca Tudor
- Marian Culineac ca Micu
- Bogdan Stanoevici ca Radu
- Elena Bog ca Ioana Preda
- Anca Nicola ca Hella Petersen
- Constantin Diplan ca Reporterul
- Corneliu Revent

## Producție
Filmul a fost produs de Casa de filme 5. 

## Primire
Filmul a fost vizionat de 2.256.138 de spectatori la cinematografele din România, după cum atestă o situație a numărului de spectatori înregistrat de filmele românești de la data premierei și până la data de 31 decembrie 2014 alcătuită de Centrul Național al Cinematografiei.
În 1985 ACIN a acordat  Cristinei Ionescu Premiul pentru montajul acestui film.